# Celosterna scabrator
Celosterna scabrator là một loài bọ cánh cứng trong họ Cerambycidae.